# Nagroda literacka imienia Jerzego Giedroycia
Nagroda imienia Jerzego Giedroycia (biał. Літаратурная прэмія імя Ежы Гедройца) – białoruska nagroda literacka ustanowiona w 2011, przyznawana za najlepszą książkę prozatorską w języku białoruskim z ostatniego roku. Nagrodę ustanowiły ambasada RP w Mińsku, Instytut Polski w Mińsku, białoruski PEN-Centr i niezależny Związek Pisarzy Białoruskich. 

## Historia
Pomysłodawcą utworzenia nagrody był ambasador RP na Białorusi Leszek Szerepka. Po raz pierwszy została przyznana 1 marca 2012 roku w Międzynarodowym Dniu Pisarzy. Do jury co roku zapraszani się wybitni przedstawiciele białoruskiego i polskiego środowiska literackiego – znawcy literatury, krytycy oraz wybitni tłumacze. Honorowym przewodniczącym jury podczas pierwszych czterech edycji był Ambasador RP w Mińsku Leszek Szerepka. Podczas uroczystej  Gali ogłaszany jest zwycięzca oraz zdobywcy dwóch kolejnych miejsc. W 2014 roku po raz pierwszy publiczność zgromadzona na gali mogła wskazać swojego faworyta konkursu. Z uroczystości wręczenia Nagrody Radio Svaboda prowadzi transmisję on-line. W 2014 roku zostało ono wyróżnione, jako najlepszy partner medialny. 

## Nagroda
W 2012 roku fundatorem pierwszej nagrody był polski bank „SomBełBank” i wynosiła ona 10.000 EUR i pobyt stypendialny na wyspie Gotland. Drugą był miesięczny pobyt stypendialny w Polsce i wydanie książki w Polsce w tłumaczeniu na język polski, a trzecią miesięczny pobyt stypendialny w Polsce. Fundatorem tych nagród było Kolegium Europy Wschodniej. Dodatkowo Wydawnictwo Czarne zadeklarowało gotowość wydania w Polsce jeszcze jednej wytypowanej pozycji literackiej.
W 2013 roku SomBełBank zmienił nazwę na Idea Bank. Nadal jest fundatorem głównej nagrody, która w 2017 roku wynosiła 5 tys. euro. Druga i trzecia nagroda to zagraniczne wyjazdy dla laureatów.

## Cele
- uczczenie pamięci Jerzego Giedroycia, dziennikarza, polityka i zwolennika dobrych stosunków między Polską a Białorusią, Litwą, Ukrainą[5]
- pogłębienie kulturalnych stosunków polsko-białoruskich[5]
- promowanie współczesnej literatury białoruskiej na Białorusi i w Polsce[5]
- wspieranie współczesnych pisarzy białoruskich, umożliwiając im promocję na poziomie międzynarodowym[5]

## Laureaci
| Rok  | 1 miejsce                                                                              | 2 miejsce                                                       | 3 miejsce                                                      |
| ---- | -------------------------------------------------------------------------------------- | --------------------------------------------------------------- | -------------------------------------------------------------- |
| 2012 | Paweł Kaściukiewicz, Reprezentacja Białorusi w niepodstawowych dyscyplinach sportowych | Alhierd Bacharewicz                                             | Andrej Fedarenka                                               |
| 2013 | Uładzimir Niaklajeu, Automat z wodą gazowaną z syropem lub bez                         | Alhierd Bacharewicz, Hamburski rachunek Bacharewicza            | Adam Hlobus, Opowieści                                         |
| 2014 | Ihar Babkou, Minutka. Trzy historie                                                    | Artur Klinau                                                    | Winceś Mudrou, Bahun                                           |
| 2015 | Viktar Kaźko, Czas zbierać kości                                                       | Tacciana Barysik, Kobieta i leopard                             | Alhierd Bacharewicz, Dzieci Alindarki                          |
| 2016 | Maks Szczur, Zakończyć Gestalt                                                         | Alhierd Bacharewicz, Biała mucha, zabójca mężczyzn              | Andrej Adamowicz, Tłuścioch i leszcz                           |
| 2017 | Dmitry Bartosik Miał pan wróbelka gadającego                                           | Ludmiła Rubleuska Dagerotyp                                     | Adam Hlobus Perspektywa zwrotna                                |
| 2018 | Uładzimir Arłou Tańce nad miastem                                                      | Alhierd Bacharewicz Psy Europy                                  | Winceś Mudrou Morderca anioła                                  |
| 2019 | Illa Sin Libido                                                                        | Michał Andrasiuk Pełnia                                         | Alena Brawa Sodomska jabłoń                                    |
| 2020 | Ewa Wieżnawiec/ Swiatłana Kurs Po co idziesz, wilku?                                   | Tania Skarynkina Rajcentr                                       | Sjargiej Ablamejka Kalinowski i polityczne narodziny Białorusi |
| 2021 | Siarhiej Abłamiejka Nieznany Mińsk                                                     | Olena Gapiejewa Samotność, która mieszkała w pokoju naprzeciwko | Walerij Gapiejew Kobieta Królowa Myszy                         |
| 2023 | Hanna Kondratiuk Na skraju starego lasu. Historie mieszkańców Puszczy Białowieskiej    | Sciapan Sturejka Pasażerowie statku Tezeusza                    | Siarhiej Leskieć Szept                                         |